# P company
Pegasus Company (également connue sous le nom de P Company ou P Coy ) est une unité de sélection et de formation des forces armées britanniques basée au Infantry Training Center, Catterick, North Yorkshire. La P Coy organise la sélection préalable au cours parachutiste pour les recrues du Régiment de parachutistes et le personnel régulier et de réserve de toutes les forces armées britanniques qui se portent volontaires pour servir au sein de la 16e Brigade d'assaut aérien. 

## Contexte
La sélection préalable au cours des parachutistes doit être réalisé par tous les candidats de l'armée britannique à la formation au parachutisme qui n'ont pas déjà suivi une formation intense, comme les forces spéciales britanniques ou le cours de commando All Arms. 
La formation de la P Coy se termine par une série de huit tests effectués sur une période de 5 jours (commençant un mercredi et se terminant un mardi, en incluant le week-end). Pour les recrues qui rejoignent directement le Parachute Regiment, les tests sont tentés à la semaine 21 de la formation. Les candidats toutes armes tentent les tests après deux semaines et demie de formation de préparation. 
Après avoir réussi le cours, les candidats participent au cours de base de parachutisme qui est dispensé avec l'aide de l'unité de soutien à la formation en parachute (PTSU) sur la base de RAF Brize Norton, Oxfordshire. Ils seront ensuite autorisés à porter l'insigne parachutiste.
En 2020, le Capt Rosie Wild RHA est devenue la première femme à réussir la sélection pré-parachute.

## Les huit épreuves
Toutes les épreuves sont notées, sauf l'événement trainasium qui est sanctionné par une validation ou un échec. Le score total requis pour réussir est de 45, avec 10 points (maximum) attribués pour chaque test. 

### 10 miler
Une marche de 10 milles (16 kilomètres) menée en équipe sur un terrain vallonné. Chaque candidat porte un sac de 35 lb (16 kg) (hors eau) et un fusil. La marche doit être achevée en moins d'une heure et 50 minutes. 

### Trainasium
Un parcours d'assaut unique de 55 000 pieds (16 764 m) au-dessus du sol, conçu pour tester la capacité d'un candidat à surmonter sa peur et à suivre des ordres simples à une hauteur considérable. C'est le seul test qui donne lieu à une validation ou un échec, sans note. 

### Log Race
Un épreuve par équipe, dans lequel huit hommes portent un poteau télégraphique pesant 60 kg sur 1,9 milles (3 kilomètres)   de terrain vallonné. Les candidats portent un casque et des sangles. C'est censé être l'un des événements les plus difficiles. Des points sont attribués pour la détermination, l'agression et le leadership. 

### 2 Mile March
Un effort individuel de plus de 2 milles (3 kilomètres) de terrain vallonné, portant un sac de 35 lb (16 kg) (hors eau), un fusil, la veste de combat et un casque. Les candidats ont 18 minutes pour terminer la course. 

### Steeple-chase
Une  course de 2,2 milles (4 kilomètres) chronométrée, suivie d'un parcours d'assaut. Le steeple doit être complété avec un casque et des bottes. 

### Milling
Pour cette épreuve, les candidats sont binômés par critère de taille et de poids. Ils disposent de 60 secondes pour démontrer «l'agression physique contrôlée» dans un concours de boxe. Les règles sont similaires à la boxe anglaise sauf qu'il n'y a ni gagnant ni perdant et qu'il n'y a aucune compétence pré-requise. Les candidats sont plutôt notés sur leur détermination et leur agressivité, tandis que les parades et les esquives valent des retraits de points. Les candidats portent un casque, des protège-gencives et des gants de boxe. 

### 20 Mile Endurance March
Une marche de 20 milles (32 kilomètres) en section sur les zones d'entraînement de Catterick ou Otterburn. Les candidats portent un sac de 35 lb (16 kg) (hors eau) et un fusil. La marche doit être terminée en moins de 4 heures et 10 minutes. 

### Civière Race
Les candidats sont divisés en équipes de 16 hommes et doivent porter une civière de 175 lb (79,38 kg) sur une distance de 5 milles (8 kilomètres). Chaque candidat individuel porte un casque, une sangle et un fusil en bandoulière. Il n'y a pas plus de quatre hommes à la fois qui portent la civière avec des changements à intervalles réguliers afin que tout le monde porte la civière sur une certaine distance.